# Diachlorus leticia
Diachlorus leticia är en tvåvingeart som beskrevs av Wilkerson och David Fairchild 1982. Diachlorus leticia ingår i släktet Diachlorus och familjen bromsar.
Artens utbredningsområde är Colombia. Inga underarter finns listade i Catalogue of Life.